# JR貨物UR16A形コンテナ
UR16A形コンテナ（UR16Aがたコンテナ）は、日本貨物鉄道（JR貨物）輸送用として籍を編入している、12ft 私有コンテナ（冷蔵コンテナ）である。

## 概要
本形式の数字部位 「 16 」は、コンテナの容積を元に決定される。このコンテナ容積16 m3の算出は、厳密には端数を四捨五入計算のために、内容積15.5 m3 - 16.4 m3の間に属するコンテナが対象となる
。また形式末尾のアルファベット一桁部位 「 A 」は、コンテナの使用用途（主たる目的または、構造）が 「 非危険物（いわゆる汎用品） 」を表す記号として付与されている。1989年より登録が開始された。

## 特記事項
2021年（令和3年）3月31日現在、日本石油輸送の個体は、70000番台のみで、10個が日本石油輸送に籍を置き、使用されている。

## 番台毎の概要
利用形態は、0番台で北海道地区の食品関連利用、70000番台では試作的に配備された超高機能保冷タイプであった。しかし、2000年代に入りコンテナ外体に使用する薄くても高強度を備えた鋼板や、冷蔵機能を左右する新しい高機能断熱材などの部材が開発さた。これにより、コンテナの内壁や外壁が薄くても、従来と同等またはそれ以上の保冷・保温機能を備えつつ、また一部の形式では背高仕様に移行し、冷蔵コンテナとしての積載容積が格段に大きくなったUR18A ・ UR19A ・ UR20A形式などで、日本石油輸送より全体で数千個規模に上る大量の片道使用（いわゆる使い捨て利用）のできる、レンタル冷蔵コンテナが配備され続けている。

この影響で、特に資金力の弱い中小の運送企業の間で従来からの『自社で所有する』体制から、『必要の都度借りる』流れに移行して行った影響もあり、0番台に関しては、2000年代以降での新規登録は進んでいない。

### 70000番台
70001 - 70010
日本石油輸送所有。

## 外部サイト
- 個人画像サイト『コンテナの絵本』内、UR16A項目

| スタブアイコン | サブスタブ | この項目は、まだ閲覧者の調べものの参照としては役立たない、鉄道に関連した書きかけの項目です。この項目を加筆・訂正などしてくださる協力者を求めています（P:鉄道/PJ:鉄道）。 |